# Dzsabal el-Garbi tartomány
El-Dzsabal el-Garbi tartomány (arabul شعبية الجبل الغربي [Šaʿbiyyat al-Ǧabal al-Ġarbī]) Líbia huszonkét tartományának egyike. A történelmi Tripolitánia régióban, az ország északnyugati részén fekszik: északon en-Nukát el-Hamsz, ez-Závija, el-Dzsifára és Tripoli, északnyugaton el-Markab, keleten Miszráta, délkeleten Szurt és el-Dzsufra, délen Vádi es-Sáti, nyugaton pedig Nálút tartomány határolja. Székhelye Garján városa. Lakossága a 2006-os népszámlálás adatai szerint 304 159 fő.

## Fordítás
Ez a szócikk részben vagy egészben  a   Libyen#Verwaltungsgliederung című német Wikipédia-szócikk ezen változatának fordításán alapul.  Az eredeti cikk szerkesztőit annak laptörténete sorolja fel. Ez a jelzés csupán a megfogalmazás eredetét és a szerzői jogokat jelzi, nem szolgál a cikkben szereplő információk forrásmegjelöléseként.
1. ↑  http://statoids.com/uly.html. [2011. február 23-i dátummal az eredetiből archiválva].